# Organització Nacional de Trasplantaments
L'Organització Nacional de Trasplantaments (en castellà: Organización Nacional de Trasplantes) (ONT) és un organisme públic, dependent del Ministeri de Sanitat i Política Social d'Espanya, encarregat de tots els assumptes relacionats amb els trasplantaments a Espanya. Ha sigut considerada diverses vegades una institució referent per l'alta taxa de donants que aconsegueix.
El 16 de juny de 2010 aquesta organització, juntament amb The Transplantation Society, fou guardonada amb el Premi Príncep d'Astúries de Cooperació Internacional.

## Història
Va ser fundat l'any 1989 pel nefròleg Rafael Matesanz amb l'objectiu de crear un organisme coordiandor de caràcter tècnic encarregat de desenvolupar les funcions relacionades amb l'obtenció i utilització clínica d'òrgans, teixits i cèl·lules. A partir de la seva creació Espanya ha passat de 14 donants per milió de persones a un percentatge de 35,1 donants l'any 2005, aconseguint el percentatge més elevat del món.abril 2019
El novembre de 2018, la directora plantejà la creació d'un protocol de col·laboració amb l'assistència sanitària privada perquè els morts tinguen dret a ser donants.

## Funcionament
El seu principal objectiu és la promoció de la donació altruista com a únic fi que el ciutadà espanyol que necessiti un trasplantament tingui una més gran i millor possibilitat d'aconseguir-lo.
Per a poder realitzar la seva feina l'organisme actua com una unitat tècnica operativa que va seguint els principis de cooperació, eficàcia i solidaritat, complint la missió de coordinar i facilitar les activitats de donació, extracció, preservació, distribució, intercanvi i, finalment, de trasplantament d'òrgans, teixits o cèl·lules en el conjunt del sistema sanitari espanyol.
La ONT actua com una agència de serveis en el conjunt del sistema sanitari espanyol, promovent l'increment continuat de la disponibilitat dels òrgans, teixits i cèl·lules per al trasplantament, garantitzant així mateix la correcta distribució d'aquests elements d'acord amb el grau de coneixements tècnics i d'acord amb els principis de l'ètica sanitària.

## Directors
- Rafael Matesanz (1989-2017)
- Beatriz Domínguez-Gil (2017-)[1]